# Geomyces asperulatus
Geomyces asperulatus är en svampart som beskrevs av Sigler & J.W. Carmich. 1976. Geomyces asperulatus ingår i släktet Geomyces, klassen Leotiomycetes, divisionen sporsäcksvampar och riket svampar.   Inga underarter finns listade i Catalogue of Life.